# Gaétan Soucy
Gaétan Soucy (Montreal, 21 de octubre de 1958 – Montreal, 9 de julio de 2013) fue un novelista canadiense.

## Biografía
Soucy estudió física en la Universidad de Montreal con un master en filosofía. Estudió japonés y literatura japonesa en la Universidad McGill.
Soucy escribió cuatro novelas. Las primeras dos, L'Immaculée conception y L'Acquittement estaban marcadas por su trabajo oscuro y barroco. Su tercera novela, La petite fille qui aimait trop les allumettes causó sensación en Quebec y fue inmediatamente traducido en más de diez idiomas. Su cuarta novela, Music-Hall!, se publicó en 2002. La petite fille qui aimait trop les allumettes fue llevada a la televisión en 2004 en manos del actor  y director Micheline Lanctôt.
Murió el 9 de julio de 2013 en Montreal de un ataque al corazón.

## Premios y reconocimientos
- Nominado al Premio Renaudot, por La petite fille qui aimait trop les allumettes
- Premio Ringuet por la Académie des lettres du Québec, por La petite fille qui aimait trop les allumettes
- Premio del público La Presse/Salon du livre de Montréal, por La petite fille qui aimait trop les allumettes